# Lysippus

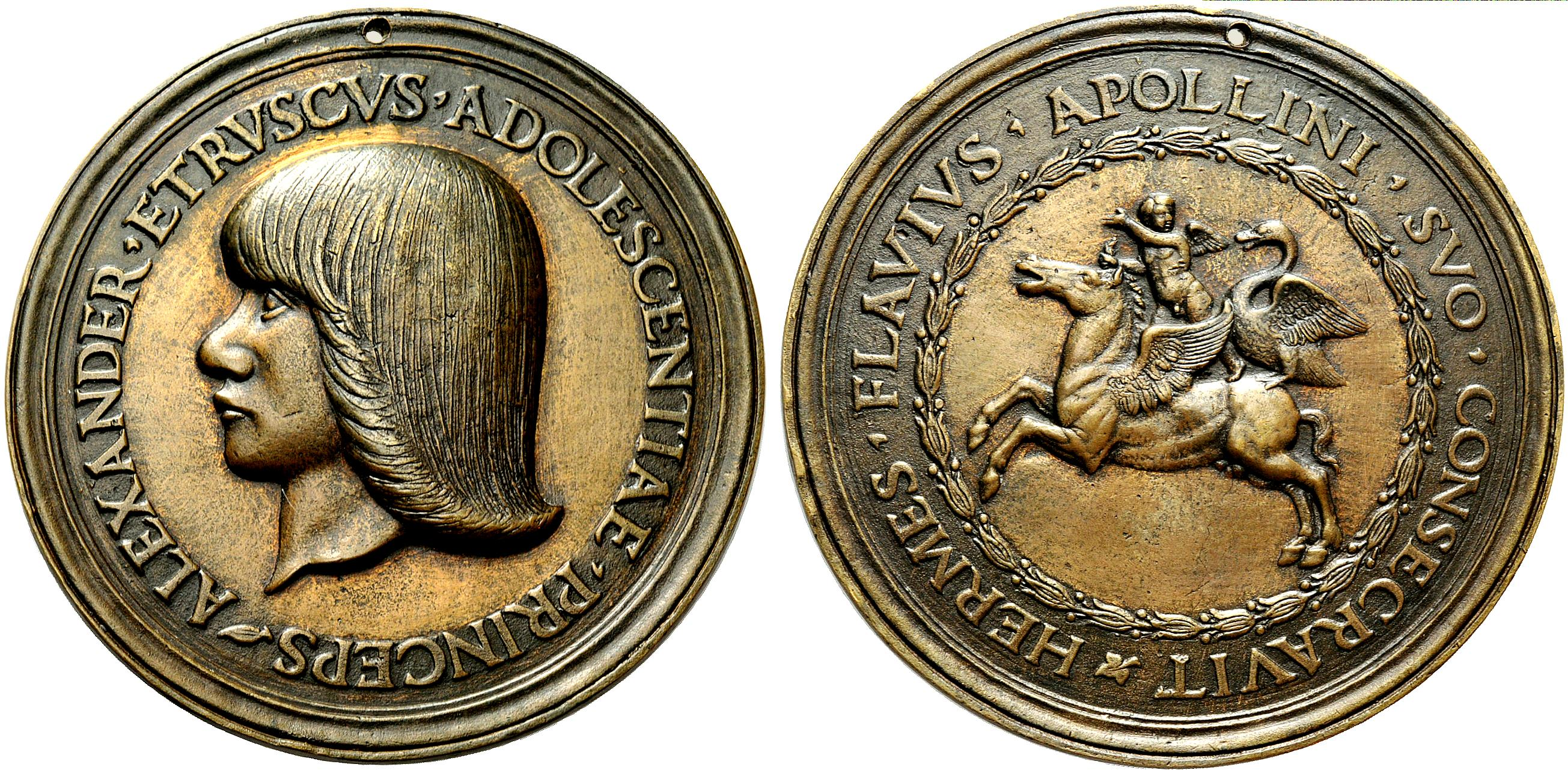
Gedenk-Medaille für Alessandro Cinuzzi (1474)

Lysippus, auch Lysippus d. J., (nachweisbar 1470–1484) war, wie seit den Forschungen des Historikers Federico Patetta (1867–1945) vermutet worden war, der Künstlername eines italienischen Medailleurs namens Ermes Flavio da Bonis (lat. Hermes Flavius).  Er ist ein Neffe von Christoforo Geremia. Sein Wirkungskreis lag in Rom, wo er vorwiegend Medaillen für hohe Beamte, Notare, Juristen und Advokaten anfertigte, die ihr Amt meist im unmittelbaren Umkreis von Papst Sixtus IV. ausübten. Eine große Medaille zu Ehren von Alessandro Cinuzzi aus dem Jahre 1474 trägt verso Lysippus’ lateinischen Namen Hermes Flavius. Lysippus ist auch einer der 30 Autoren eines Sammelbandes zu Cinuzzis Lob in lateinischer Sprache.
Eine typische Eigenart seiner Medaillen ist die Gestaltung der Büsten, die die Medaillenumschrift meist am unteren Rand unterbricht.

## Nachweise
1. ↑  Patetta 1899, S. 169 (Texthervorhebungen des Originals beibehalten): "Leggendo questo passo mi si presentò subito alla mente l’idea, che il Lyippus adolescens e l'Ermete Flavio, socius del quindicenne Alessandro Cinuzzi, potessero essere una sola persona". Dt.: „Bei der Lektüre dieser Quellennotiz kam mir sofort der Gedanke in den Kopf, dass der heranwachsende Lysippus und Hermes Flavius, der Gefährte des fünfzehnjährigen Alessandro Cinuzzi, die gleiche Person sein könnten“.
2. ↑  L. Forrer: Biographical Dictionary of Medallists. Lysippus. Volume III. Spink & Son Ltd, London 1907, S. 507 ff.

| Personendaten    | Personendaten                           |
| ---------------- | --------------------------------------- |
| NAME             | Lysippus                                |
| ALTERNATIVNAMEN  | Ermes Flavio de Bonis (wirklicher Name) |
| KURZBESCHREIBUNG | italienischer Medailleur                |
| GEBURTSDATUM     | 15. Jahrhundert                         |
| STERBEDATUM      | 15. Jahrhundert oder 16. Jahrhundert    |